# P'tit-Bonhomme
P'tit-Bonhomme est un roman de Jules Verne, paru en 1893.
L'action du roman se déroule en Irlande. P'tit-Bonhomme est un orphelin de condition misérable. Cette œuvre semble avoir été inspirée par les œuvres de Dickens.

## Historique
Rédigé entre 1888 et 1892, le roman est achevé en 1892, mais il ne commence à être publié dans le Magasin d'éducation et de récréation qu'à partir du 1er janvier 1893 jusqu'au 15 décembre de cette même année. Il sort ensuite en volume, comprenant deux parties (Premiers pas et Dernières étapes), publiées respectivement les 20 octobre et 20 novembre 1893 chez Hetzel fils,.

## Résumé
1875, en Irlande. P'tit Bonhomme, enfant abandonné comme il y en a tant à cette époque, est d'abord exploité par un montreur de marionnettes. Des gens compatissants le placent ensuite dans une école pour déshérités où il se trouve à peine mieux loti ; il survit grâce à Grip, un adolescent qui l'a pris sous sa protection.
Un incendie ayant détruit l'école, une jeune comédienne extravagante le recueille, mais, après l'avoir choyé, s'en débarrasse brusquement. Émue par la détresse du bambin, une famille de braves agriculteurs – les Mac Carthy – l'adopte ; il passe quatre années heureuses en leur compagnie. Puis il se voit séparé d'eux après l'éviction brutale qui les frappe, pour défaut de paiement de leur fermage.
Prenant de plus en plus d'assurance à mesure qu'il grandit, P'tit Bonhomme rêve de devenir un jour un négociant important. Après un bref séjour auprès d'un jeune comte arrogant, il crée un minuscule commerce ambulant avec l'aide de Bob, un petit vagabond qu'il a sauvé de la noyade.
Les deux enfants mettent trois mois pour atteindre Dublin, nantis d'un pécule qui leur permet de louer un local dans un quartier populaire. Ils y installent un bazar, surtout spécialisé dans le jouet, et commencent à drainer une clientèle assidue. Conseillé par son propriétaire, P'tit Bonhomme développe prudemment mais astucieusement son affaire, allant jusqu'à racheter la cargaison d'un navire, ce qui lui permet d'adjoindre un rayon d'épicerie à son magasin.
Sa réussite ne lui fait pas oublier ceux qui l'ont aidé dans les heures difficiles : il réunit la famille Mac Carthy qui s'était dispersée, et lui offre l'argent nécessaire pour racheter son ancienne ferme ; par ailleurs, il prend comme associé son ami Grip et lui fait épouser Sissy, la caissière du bazar.
À seize ans accomplis, P'tit Bonhomme aura atteint une situation enviable, mais tout laisse à penser qu'il ira plus loin encore et réalisera son rêve d'enfant.